# Me, Myself and Time
Me, Myself and Time es una canción pop de Demi Lovato bajo su personaje Sonny Monroe; es el primer sencillo de la banda sonora. Fue publicada para ser la canción principal del CD. Se estrenó digitalmente el 3 de agosto de 2010, pero fue mostrada mundialmente el 11 de abril de 2010, día en el que se emitió Sonny With a Song en Estados Unidos, capítulo de la serie en el cual Sonny muestra su faceta como cantante interpretando la canción; aparece para promocionar la línea de moda de su personaje.

## Antecedentes
Me, Myself and Time fue lanzado como single promocional del álbum. Fue nombrada la mejor canción de la banda sonora.[cita requerida] La canción alcanzó el puesto de la Radio Disney Top 30 Countdown, y alcanzó su punto máximo en el siete de la lista Bubbling Under Hot 100 Singles.[cita requerida] Aunque la canción no viene en ningún álbum concreto, se dice que será parte de un próximo episodio de su serie en Disney, Sonny With a Chance. Sonny (Demi Lovato) decide expresar en su canción cómo se siente. Sabe que no puede desaprovechar su oportunidad, por ello, sabe que lo único que tiene es a ella y a él.

## Composición
Esta canción tiene una duración de tres minutos con cuarenta y siete segundos. Está acompañada de la batería, la guitarra eléctrica y el piano de Demi Lovato.

## Recepción
La canción no ingresó al conteo estadounidense Billboard Hot 100. Sin embargo, entró en la lista Bubbling Under Hot 100 Singles en la séptima posición. La presentación en vivo en un episodio de la segunda temporada, grabada en Hollywood, California, en el estudio de Centro de Estudios de Hollywood.

## Vídeo Musical
Demi Lovato hace una interpretación musical en su serie Sunny Entre Estrellas (Sonny With A Chance), durante el episodio Sunny With A Song. La canción Me, Myself and Time forma parte de la banda sonora de la temporada 2 de su exitosa serie en Disney Channel. el vídeo musical de esta canción salió al aire en la cuenta de Demi Lovato el 16 de abril de 2010.

## Listados de la pista
- U.S. / EU vinyl CD single / digital download

1. "Me, Myself and Time" (Album Version) – 3:47
2. "Me, Myself and Time (Instrumental) – 3:47

## Gráficos
| Lista (2010)                        | Mejor posición |
| ----------------------------------- | -------------- |
| U.S. Bubbling Under Hot 100 Singles | 7              |